# 弗雷泽科特
弗雷泽科特（Frasercot）是由英国古生物学家达伦·奈什以一张不明生物毛皮进行的命名，该名称源于毛皮持有者马克·弗雷泽（Mark Fraser）。弗雷泽科特在广义上可以指各种完全不符已知大型猫科与犬科动物模样的毛皮，通常这些毛皮都是商人以狗皮和羊皮染色而来，在中国一些小市场较为常见。

## 历史
弗雷泽科特的历史可以追溯至2007年，达伦·奈什在个人博客《四足动物学》（Tetrapod Zoology）一篇文章中首次提及“弗雷泽科特”，他推测这可能是斑鬣狗的毛皮。2009年，达伦·奈什于利比亚再度发现弗雷泽科特毛皮，在经过观察后达伦·奈什判断这可能是经过处理的动物毛皮。
2012年，英国动物学家卡尔·舒克对弗雷泽科特进行调查后得出结论，目前所发现弗雷泽科特毛皮很大可能是以狗皮染色而来。英国博物学家与动物标本制作者乔纳森·麦高恩（Jonathan McGowan）曾在英国林肯郡一个商人处发现一张据称是"鱼鳞豹"(fishscale leopard)的动物毛皮，但在经过仔细观察后，乔纳森认为这张毛皮极可能只是染色的毛皮。